# 廖潤琛
廖潤琛，MBE，JP（1915年7月28日—1986年5月23日），香港新界鄉紳，曾任新界鄉議局第一副主席、多屆上水區鄉事委員會主席、北區區議會議員。

## 生平
廖潤琛是上水鄉廖族原居民，1958年當選上水區鄉事委員會主席（時屬大埔區），1960年該職位曾由較年青的鄉紳張人龍接任，廖潤琛仍獲得機會補選為新界鄉議局普通執行委員。張人龍於1964年至1966年間擔任新界鄉議局主席，1966年也不再續任上水區鄉事委員會主席。廖潤琛遂於該年再次擔任上水區鄉事委員會主席，並連任多屆。
1970年獲頒MBE勳銜，及委任為非官守太平紳士。
1980年當選新界鄉議局第一副主席。
1986年5月23日病逝，享年72歲。當時亦身兼北區區議會議員。

## 家庭
廖潤琛有兩房太太，合共十三名子女。其中一名太太為廖曾寶玲。
- 其中一名兒子廖駿駒[13]，2019年當選上水鄉居民代表，2023年參選上水鄉原居民代表落敗。
- 第五子廖駿威1988年成婚，當時任職美國電話電報公司營業經理，太太劉寶芝為恒生銀行職員。[14]
- 孻子廖駿雄及其孫子廖家爵均為藝人。[4]

## 命名物
- 龍琛路：港英政府為表揚張人龍及廖潤琛於上水石湖墟1955年、1956年兩度大火後致力重建該地，以兩人名字合併方式命名此街道。[13]
- 鳳溪廖潤琛紀念學校：廖潤琛生前曾擔任鳳溪公立學校校監[15]、營運該校的法團董事會主席多年，該法團於1991年設立轄下第二所小學，命名為鳳溪廖潤琛紀念學校。[11][13]

## 備註
1. ↑  根據關於其子廖駿雄一脈的報道，張人龍是廖駿雄的姑丈[4]，張人龍正室廖鳳和當為廖潤琛之姊或妹，以兩人年齡差距推斷，廖鳳和最可能是廖潤琛之妹。